# عملية ماريون

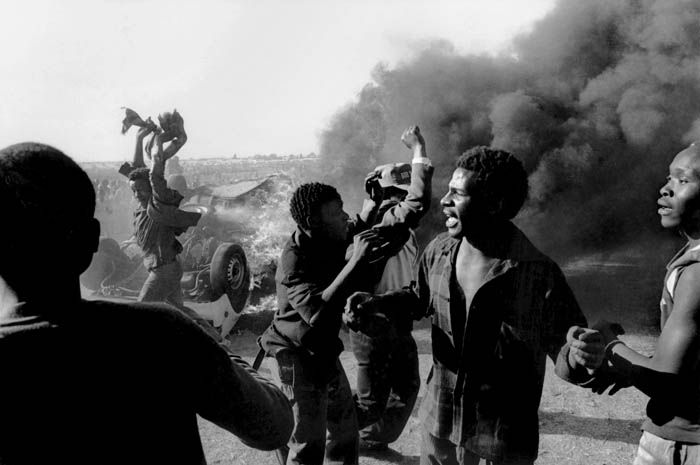
الاحتجاج المناهض للفصل العنصري

عملية ماريون كانت عملية عسكرية محلية من قبل قوات الدفاع الجنوب أفريقية خلال الثمانينيات. يمكن إرجاع أصولها إلى مقتل بيت ريتيف في 6 فبراير 1838 على يد ملك الزولو دينجين، مما أدى إلى تحالف بين البوير (مجموعة فرعية من أفريقان) و الزولو، حيث تم اعتبار أمن أفريكان على صلة وثيقة بأمن الزولو.
وهكذا أصبحت عملية ماريون عنصرًا مهمًا في استجابة حكومة الفصل العنصري في جنوب إفريقيا لتصاعد تمرد رمح الأمة خلال الثمانينيات، حيث تم تدريب ميليشيا الزولو من قبل القوات الخاصة التابعة لقوات الدفاع للجنوب الأفريقي في أحد معسكراتهم العديدة في قطاع كابريفي في عام 1985. تم إرسال المجموعة الأولى من ميليشيا الزولو من حزب حرية إنكاثا إلى قطاع كابريفي من ديربان بواسطة طائرة لوكهيد سي 130 في 16 أبريل 1986.
في 20 يناير 1987، تم استخدام أول ميليشيا مدربة في ما أصبح يعرف فيما بعد بمذبحة كواماكوتا عندما قتل 13 شخصًا بريئًا نتيجة لمعلومات استخبارية معيبة. في يناير 1988، اقترب مانجوسوثو بوثيليزي، زعيم حزب حرية إنكاثا، مرة أخرى من رئيس استخبارات الأركان طالبًا تدريبًا إضافيًا لميليشياته من أجل ترجيح ميزان القوى ضد الجبهة الديمقراطية المتحدة واتحاد نقابات عمال جنوب إفريقيا، ثم تعمل كبديل للمؤتمر الوطني الأفريقي في مناطق كوازولو. تم تفسير هذا الطلب على أنه يتوافق مع الاستراتيجية الوطنية الشاملة المعمول بها آنذاك، لذلك تم تقديم الدعم.
في 1 كانون الأول (ديسمبر) 1988، استولت قوة أهلية من حزب حرية إنكاثا على مكان يسمى تريست فيد، والذي أصبح مؤخرًا مركز قوة الجبهة الديمقراطية المتحدة. في 3 ديسمبر، وقعت مذبحة تريست فيد، مما أسفر عن مقتل 11 وجرح شخصين.
وقد قُدم الجناة للمحاكمة وحُكم عليهم بالسجن 15 عامًا في 23 أيار / مايو 1992. من المحتمل أن تكون إحدى أكثر الأنشطة ذات التأثير الكبير الناتجة عن عملية ماريون هي مذبحة بويباتونج، التي خلفت 43 قتيلاً في 17 يونيو 1992. أصبح هذا العمل المنفرد نقطة تحول لاتفاقية جنوب إفريقيا الديمقراطية عندما انسحب حزب المؤتمر الوطني الأفريقي نتيجة لذلك. أصبحت الأنشطة الناشئة عن عملية ماريون موضوع تحقيق مكثف من قبل لجنة غولدستون للتحقيق.

## الحواشي
1. ↑  Turton, A.R. 2010. Shaking Hands with Billy. Durban: Just Done Publications. http://www.shakinghandswithbilly.com نسخة محفوظة 2020-08-16 على موقع واي باك مشين.
2. ↑  "ANC Submission to the Truth and Reconciliation Commission". www.justice.gov.za. مؤرشف من الأصل في 2020-08-16. اطلع عليه بتاريخ 2020-05-27.
3. ↑  Stiff. P. 2001. Warfare by Other Means: South Africa in the 1980s and 1990s. Alberton: Galago.
4. ↑  Historical Papers, Wits University نسخة محفوظة 26 فبراير 2021 على موقع واي باك مشين.
5. ↑  Welsh. F. 2000. A History of South Africa. London: Harper Collins.
6. ↑  O’Malley، Padraig. "Goldstone Commission on Allegations of SADF funding of Violence in Townships". Nelson Mandela Centre of Memory - The Heart of Hope. مؤرشف من الأصل في 2020-08-16. اطلع عليه بتاريخ 2018-07-07.